# Kohärentismus
Kohärentismus bezeichnet einen Typ epistemologischer Theorien, welche versuchen, die Rechtfertigung von Meinungen zu erklären. Der Kohärentismus kann als Antwortversuch auf das Münchhausen-Trilemma bzw. Agrippas Tropen verstanden werden. Das Münchhausen-Trilemma besagt, dass Rechtfertigung notwendigerweise entweder in einem unendlichen Regress endet, oder dogmatisch oder zirkulär wird.

## Die Theorie und ihrer Vertreter
Dem Kohärentismus zufolge sind Meinungen dann oder genau dann gerechtfertigt, wenn sie Teil eines maximal kohärenten Systems von Überzeugungen sind. Ob Kohärenz dabei eine notwendige oder notwendige und hinreichende Bedingung für Rechtfertigung ist, wird unterschiedlich beurteilt. Ein System kann dann als kohärent gelten, wenn es keine Widersprüche enthält (logische Konsistenz) und sowohl explanatorische wie induktive Relationen enthält, also Beziehungen zwischen Aussagen, die Erklärungen oder Schlussfolgerungen ermöglichen. Diese Relationen werden in unterschiedlichen Ausarbeitungen des Kohärentismus verschiedenartig analysiert.
Begründet wird die kohärentistische Sichtweise folgendermaßen: Mit steigender Zahl von Meinungen, die durch Beobachtungen der Außenwelt hervorgerufen werden, werde es zunehmend unwahrscheinlicher, dass sich alle diese Meinungen in ein falsches, kohärentes System zusammenfügen lassen. Wenn das System in ständiger kritischer Revision mit möglichst allen Meinungen in Einklang gebracht wird, so werde die Zahl falscher Meinungen auf lange Sicht zwangsläufig abnehmen. Wir wären daher in der Lage, die Stimmigkeit von neu erworbenen Meinungen zu dem System unserer übrigen Überzeugungen als Beleg für deren Richtigkeit sehen, auch wenn wir niemals eine absolute Sicherheit herstellen und den Prozess der Revision nicht als abgeschlossen betrachten könnten.
Gegen den Kohärentismus lässt sich einwenden, dass es doch ebenso gut möglich wäre, dass unser System von Überzeugungen von der wirklichen Welt isoliert besteht und sich selbst verstärkt bzw. dass mehrere verschiedene, gleich kohärente Systeme möglich wären und uns ein Entscheidungskriterium fehle. Der cartesianische Skeptizismus würde die Möglichkeit der Falschheit des kohärentesten Systems etwa mit einer intendierten Täuschung z. B. durch einen bösen Dämon, aber auch beispielsweise einfach durch Propaganda illustrieren.
Vertreter des Kohärentismus sind oder waren unter anderem Laurence BonJour, Donald Davidson und Keith Lehrer, allerdings ist beispielsweise BonJour mittlerweile anderer Meinung. Eine Alternativposition zum Kohärentismus ist der Erkenntnistheoretische Fundamentalismus.